# César Mora
César Augusto Mora Hernández (Cali, 25 de junio de 1954) es un actor colombiano de televisión, cine y teatro, compositor, cantante y director de orquesta. 
Ganador del premio Simón Bolívar de televisión en 1988 al mejor actor del año 1987 por su papel en la novela El confesor. Ganador del premio India Catalina al mejor actor de reparto de la telenovela Zorro: la espada y la rosa en 2008. 

## Biografía

### Trayectoria
César Mora se inició en el teatro apareciendo en obras como La huelga y otras. Después de eso apareció en la exitosa serie colombiana Romeo y Buseta, así como también en Calamar, y Música maestro'', exitosas en esa época de la televisión en Colombia.      
También ha estado presente en el cine colombiano en diversas películas, entre las más representativas están: Golpe de estadio, Perder es cuestión de método, Dios los junta y ellos se separan, In fraganti y Mi gente linda, mi gente bella.

## Filmografía

### Televisión
| Año       | Título                                | Personaje                       |
| --------- | ------------------------------------- | ------------------------------- |
| 1988      | Romeo y Buseta                        |                                 |
| 1989-1990 | Calamar                               | Oliverio Cascales               |
| 1990-1991 | Música maestro                        | Cascarita/Pepito Mamore         |
| 1995      | Tiempos difíciles                     | Marcos el Tegua                 |
| 1995-1996 | María Bonita                          | Jacinto Barba                   |
| 1995-1997 | Leche                                 |                                 |
| 1998-1999 | Dios se lo pague                      | Barata                          |
| 1999-2000 | Alejo, la búsqueda del amor           | Maestro René                    |
| 1999-2001 | Yo soy Betty, la fea                  | Antonio Sánchez                 |
| 2000-2002 | Pobre Pablo                           | José Ramón Alcalá               |
| 2002-2003 | Milagros de amor                      | Cayetano                        |
| 2003-2004 | Punto de giro                         |                                 |
| 2004-2005 | Todos quieren con Marilyn             | Don Benito                      |
| 2005-2006 | Juegos prohibidos                     | Don Poncio                      |
| 2005-2006 | El pasado no perdona                  |                                 |
| 2006-2007 | Hasta que la plata nos separe         | Gastón Parra                    |
| 2007      | El Zorro: la espada y la rosa         | Sargento Demetrio García López  |
| 2008      | La traición                           | Guillermo Burke                 |
| 2008      | Tiempo final                          | Pettete Ep: Secuestro           |
| 2008-2009 | Sin senos no hay paraíso              | Marcial Barrera                 |
| 2009      | El penúltimo beso                     | Silvio Izquierdo                |
| 2009      | Kdabra                                | El Turco                        |
| 2009-2010 | Los Victorinos                        | Manolo Pérez                    |
| 2009-2010 | La bella Ceci y el imprudente         | Don Alcides Combariza           |
| 2011-2012 | Los Canarios                          | Don Evaristo Cuellar Gacharná   |
| 2012      | La Mariposa                           |                                 |
| 2012      | Escobar, El Patrón del Mal            | Alfredo Gutiérrez «El Alguacil» |
| 2013      | Cumbia ninja                          | Inspector Balsa                 |
| 2013      | Reto de mujer                         | Ángel                           |
| 2013      | Lynch                                 |                                 |
| 2014      | Dr. Mata                              | Pablo Céspedes                  |
| 2014      | El laberinto de Alicia                | Ramón Garmendia                 |
| 2015      | ¿Quién mató a Patricia Soler?         | Da Vinci                        |
| 2015      | La esquina del diablo                 | Coronel Giraldo                 |
| 2016      | La viuda negra 2                      | "Pelon"                         |
| 2016-2018 | Sin senos sí hay paraíso              | Marcial Barrera                 |
| 2018-2019 | Loquito por ti                        | El Maestro Orestes Guzmán       |
| 2018-2019 | María Magdalena                       | Herodes Antipas                 |
| 2019      | Los Briceño                           | Armando Briceño "Don Armando"   |
| 2020      | Decisiones: Unos ganan, otros pierden | Silverio                        |
| 2020      | La Nocturna                           | Mariano Garzón                  |
| 2022      | Te la dedico                          | Libardo Piñeres                 |
| 2022      | A grito herido                        | Vicente                         |
| 2023      | Ventino: el precio de la gloria       | Adolfo Cano                     |
| 2023      | Emma Reyes: La huella de la infancia  | Guillermo "Sacerdote"           |
| 2025      | Delirio                               | Evaristo                        |

### Cine
| Año  | Título                                                             | Personaje       |
| ---- | ------------------------------------------------------------------ | --------------- |
| 1992 | Mi muerte                                                          |                 |
| 1995 | No te mueras sin decirme adónde vas                                | Banquero        |
| 1998 | Golpe de estadio                                                   | Sargento García |
| 2001 | Bogotá 2016                                                        | Francisco       |
| 2003 | Tres hombres tres mujeres                                          |                 |
| 2004 | Perder es cuestión de método                                       | Estupiñán       |
| 2005 | Paletas "El Feo"                                                   |                 |
| 2005 | El reino de los cielos                                             | Tomás           |
| 2006 | Dios los junta y ellos se separan                                  | Efraín          |
| 2007 | Canciones de amor en Lolita's Club                                 | Mazuera         |
| 2009 | In fraganti                                                        |                 |
| 2009 | El cielo                                                           |                 |
| 2012 | Mi gente linda, mi gente bella                                     |                 |
| 2012 | El cartel de los sapos                                             | Julio Trujillo  |
| 2013 | Una historia de amor                                               |                 |
| 2013 | El control                                                         |                 |
| 2014 | Petecuy "Cuando la realidad se basa en un guion y no al contrario" | El Director     |
| 2017 | El paseo de Teresa                                                 | Jorge Rico      |
| 2019 | Al son que me toquen bailo                                         | Arnolfo García  |

### Teatro
| Tìtulo                                |
| ------------------------------------- |
| Tepatitlan subordinando a La Capilla  |
| Farsa y licencia de la Reina Castiza  |
| Las brujas de Salem                   |
| Oliver!                               |
| Dorothy y el Anillo de la Imaginación |

## Premios y nominaciones

### Premios India Catalina
| Año  | Categoría                                    | Telenovela o Serie            | Resultado |
| ---- | -------------------------------------------- | ----------------------------- | --------- |
| 2015 | Mejor actor antagónico de telenovela o serie | El laberinto de Alicia        | Nominado  |
| 2015 | Mejor Actor de Reparto                       | Dr. Mata                      | Nominado  |
| 2014 | Mejor Actor de Reparto                       | 5 viudas sueltas              | Nominado  |
| 2008 | Mejor Actor/Actriz de Reparto                | El Zorro: la espada y la rosa | Ganador   |

### Premios TVyNovelas
| Año  | Categoría                            | Telenovela o Serie     | Resultado |
| ---- | ------------------------------------ | ---------------------- | --------- |
| 2015 | Mejor Actor Antagónico de Telenovela | El laberinto de Alicia | Ganador   |
| 2014 | Mejor Actor de Reparto de Telenovela | 5 viudas sueltas       | Nominado  |

## Otros premios obtenidos
Premios Simón Bolívar
- Mejor actor - El Confesor

Premio Coral de Oro Festival de Cine de La Habana - Cuba
- Mejor actor - Soplo de Vida
- Premio especial - Perder es cuestión de método

Premio Gloria de la tv
- Especial por los 50 años de la TV colombiana.

Nogal de Oro
- Actor consagrado